# NO$GBA
NO$GBA (Nocash Game Boy Advance) es un emulador de Game Boy Advance y de Nintendo DS para Microsoft Windows y MS-DOS. Diseñado por Martin Korth. Soporta la mayoría de los ROMs de Nintendo DS, tanto homebrew como comerciales. NO$GBA incluye una variedad de opciones para la emulación, entre ellas muchas formas de guardar, y leer varios cartuchos. Es capaz de emular múltiples máquinas GBA / NDS para modo multijugador.

## Historia

### Como emulador de Game Boy Advance
Martin Korth empezó programando un emulador de Game Boy para Dos en 1997, llamado no$gmb. Fue escrito al completo en x86 ASM y funcionó incluso en máquinas AT/XT. Este programa fue mejorado con el soporte de Game Boy Color en 1999, esta capacidad requirió que el usuario donase dinero, aproximadamente 10$, para que el autor diese una clave que permitiese usar las "funciones de color" durante más de 5 minutos. Desde que la protección fue crackeada no mucho después del lanzamiento, el autor suspendió el programa tras la versión 2.5. Una versión especial para Windows estuvo disponible a partir de la 2.4.
En 2001 Martin Korth empezó un nuevo emulador para la Game Boy Advance. El emulador tuvo la misma interfaz de debug que el no$gmb (y otros emuladores bajo la etiqueta "no$") y fue lanzado para DOS y Windows en 2002. A partir de la versión 2.5, fue el primer emulador en tener emulación de sensor solar, optando por luz solar, lámpara de 100 W u oscuro en opciones. Eso permitió a juegos como Boktai arrancar con dicha característica.

### Como emulador de Nintendo DS
El soporte para la Nintendo DS fue añadido en la versión 2.2 en 2006. Para evitar problemas de piratería, el autor creó una versión gratis sin la interfaz de debug para el uso público. La versión de debug básica estuvo disponible por 15$, dirigido a los desarrolladores caseros.
El 18 de diciembre de 2007, la versión 2.6 fue lanzada. Cuenta con mayor soporte de gráficos tridimensionales incorporando el uso de la interfaz OpenGL, aumentando la velocidad de funcionamiento de los ROMs. Es considerado como la versión que más ha perdurado, con un lapso de 6 años.
No fue hasta el 23 de mayo de 2013 que la versión 2.7 fue lanzada, junto con la versión debug ahora gratuitamente disponible. Diseñado para mejorar la emulación de títulos recientes.
El 17 de agosto de 2013, se lanzó la versión 2.7a. Se añadió soporte (experimental) de la consola DSi.
En la versión 2.7d, liberada el 9 de noviembre de 2014, se añadió soporte completo para la emulación de PocketStation.
En la versión 2.8, se añadió soporte completo para la emulación de la Nintendo DSi
En la versión 2.8a se corrigió y añadió mejoras sustanciales con respecto a la emulación.

## Limitaciones
El emulador es considerado uno de los mejores emuladores de NDS y GBA, sin embargo, tiene algunos problemas de compatibilidad. Estos incluyen el hecho de que el emulador es bastante intensivo en la CPU para ejecutar con pleno soporte 3D, algunos juegos como el Spider-Man: Shattered Dimensions y el Duck Amuck no funcionan debido a problemas con la emulación del chip de vídeo, las funciones multijugador en modo DS no funcionan en juegos comerciales, y actualmente no tiene soporte para la Conexión Wi-Fi de Nintendo o el uso de juegos de GBA en la segunda ranura durante la emulación de una ROM de NDS.

### Otras Limitaciones
- No incluye algún tipo de soporte para el uso de accesorios diseñados para la consola portátil.
- La lentitud al manejar tantos gráficos tridimensionales es mucho mayor a comparación de la portátil.
- En modo DS no permite guardar la partida en el momento donde el jugador quiera quedarse para después retomarla, aun cuando está se encuentra disponible al dar clic derecho en la pantalla del juego ("Load State" y "Save State"), esta produce error al momento de cargar la partida. Otros emuladores como DraStic han hacen el uso de esa función sin problema alguno.
  - En la versión 2.7c fue añadida la función "Save State" en modo DS y DSi

## Juegos no soportados
- Juegos publicados desde el 2º semestre de 2010, no arrancan sin los 3 BIOS del DS y el firmware, y sin NO$Zoomer, único complemento estable para NO$GBA.

- En algunos juegos publicados desde el 2º semestre de 2010 se necesita utilizar la versión 2.7 en adelante, al incluir mayor soporte y mejoras en cuestiones de algunas funcionalidades.